# 花带玉螺
花带玉螺（学名：Polinices simiae），是异足目玉螺科无脐玉螺属的一种。主要分布于韩国、台湾，常栖息在浅海沙底。